# Kuhmo
Kuhmo, ville de l'est de la Finlande, est la deuxième municipalité de la région du Kainuu.

## Géographie
La municipalité est la seconde du Kainuu par la taille (et la 12e du pays), deux fois plus grande que le Luxembourg.
L'essentiel de la population est concentrée à Kuhmo-ville.
Pour le reste, la commune est très sauvage, comptant une faune abondante (ours, loups et les rares rennes sauvages) qui se plait dans la forêt presque ininterrompue.
On y trouve plus de 600 lacs dont les plus étendus sont Ontojärvi, Lentua, Iivantiira, Lentiira, Änätti, Lammasjärvi et Kellojärvi.
Le relief est constitué de collines peu élevées, les plus significatives sont proches de la frontière russe.
La commune est bordée au sud par la région de Carélie du Nord, plus exactement les municipalités de Lieksa et Nurmes, et côté Kainuu par Sotkamo et Ristijärvi à l'ouest, Hyrynsalmi et Suomussalmi au nord.
L'est est bordé par la Russie, sur 120 km, avec le poste frontière de Vartius.

## Démographie
Depuis 1980, l'évolution démographique de Kuhmo est la suivante:
| Année      | 1980   | 1985   | 1990   | 1995   | 2000   | 2005   |
| ---------- | ------ | ------ | ------ | ------ | ------ | ------ |
| population | 13 900 | 13 526 | 12 878 | 12 356 | 11 167 | 10 271 |

| Année      | 2010  | 2015  | 2020  |
| ---------- | ----- | ----- | ----- |
| population | 9 492 | 8 953 | 8 148 |

## Histoire
Le secteur a commencé à être habité par des agriculteurs venus de Savonie dès l'extrême fin du XVIe siècle, à la suite du traité de Teusina (1595) délimitant la partie nord de la frontière entre la Suède et la Russie. La première collecte d'impôt a lieu en 1605, dans ce qui est alors une région reculée reliée à la paroisse du lac Oulujärvi. Or, à l'arrivée des paysans de Savonie, le secteur n'était pas vide. Des Sámi menant un style de vie nomade y cohabitaient avec des Caréliens, dont certains avaient des demeures fixes dans la région, surtout au bord des lacs et des fleuves.
Dans les années 1830, la région est parcourue par un médecin de campagne basé à Kajaani qui couchera sur papier la tradition orale et le folklore de la région: cet Elias Lönnrot en tire le Kalevala, l'épopée du peuple finnois. On trouve aujourd'hui à Kuhmo un petit parc d'attraction sur ce thème.
La paroisse de Kuhmoniemi est créée en 1854, la municipalité suit en 1865. La région vit alors de la production de goudron végétal, indispensable pour la construction navale. Kuhmo devient même la première commune productrice en 1900, mais cette activité décline ensuite rapidement.
Elle compte 3 310 habitants en 1900, plus de 9 000 en 1928.
Kuhmo (son nom après 1937) rentre pleinement dans l'histoire de la Finlande lors de la Guerre d'Hiver. Les soviétiques y lancent une de leurs plus violentes offensives, stoppée à moins de 10 kilomètres du village. Néanmoins, Kuhmo est pratiquement totalement détruite par les raids aériens et l'artillerie.
Après la guerre, l'URSS emploie plusieurs centaines d'habitants de la région pour des chantiers de construction. La ville culmine ainsi à près de 14 000 habitants à la fin des années 1970, alors que les autres communes du Kainuu souffrent fortement de l'exode rural. Elle reçoit ses droits de cité en 1986.
Le déclin n'en sera que plus dur - Kuhmo est une des villes les plus touchées par l'effondrement du voisin soviétique.
En mars 2006, le taux de chômage était à 21,3 %, mais le redémarrage de l'activité dans les régions russes voisines a contribué à la relance de l'économie.

## Économie

### Bioéconomie
La plupart des entreprises de Kuhmo sont des PME.
L'industrie des produits du bois est au premier plan, de la récolte du bois au transport des produits finis.
Kuhmo est un acteur dynamique de la bioéconomie, avec une industrie des produits du bois, et une grappe d'entreprises forestières, agricoles et d'installation de centrales thermiques.
Le centre de développement Woodpolis a développé une industrie de la construction en bois économe en énergie, en coopération avec son réseau d'entreprises, des universités et des écoles supérieures.
La zone industrielle Woodpolis de Kantola à Kuhmo est un écosystème d'entreprises unique au monde. La zone de Woodpolis produit environ 80 millions Kwh d'énergie de plus par an que ce qui y est consommé.
Dans une zone industrielle dense, son installées entre autres la scierie Kuhmo Oy et de nombreuses entreprises spécialisées dans les produits du bois, telles que l'usine de maisons en rondins Oy Timber Frame Ltd, la première usine de bois lamellé-croisé de Finlande Oy CrossLam Kuhmo Ltd, le fabricant d'habitations préfabriquées en bois Elementti Sampo Oy, ou l'usine de fabricatiin de fenêtres Kuhmon Ikkuna Oy.
Les entreprises de conception et de construction font également partie du réseau Woodpolis.

### Principales entreprises
En 2020, les principales entreprises de Kuhmo par chiffre d'affaires sont :
| Société                            | C.A.  |
| ---------------------------------- | ----- |
| Kuhmo Oy                           | 94 M€ |
| Peura-Trans Oy                     | 24 M€ |
| Puu Hanski                         | 11 M€ |
| Autoliike No-Pan Auto Oy Kuhmo     | 10 M€ |
| Elementti Sampo Oy                 | 8 M€  |
| Kuhmon Lämpö Oy                    | 8 M€  |
| Malinen Forest Oy                  | 5 M€  |
| J & K Puukaato Avoin yhtiö         | 4 M€  |
| Kuhmon Lämpöenergia Oy             | 4 M€  |
| Kiinteistö Oy Kuhmon Terva-asunnot | 3 M€  |

### Principaux employeurs
En 2020, ses plus importants employeurs privés sont:
| Employeur                     | Employés |
| ----------------------------- | -------- |
| Kuhmo Oy                      | 144      |
| Suomenmaan Puhelinpalvelut Oy | 110      |
| Peura-Trans Oy                | 93       |
| Elementti Sampo Oy            | 60       |
| Puukuljetus R. Kilponen Oy    | 30       |
| Kalevi Määttä Oy              | 27       |
| Uudenmaan Saumauspalvelu Oy   | 24       |
| Kuhmon Ikkuna Oy              | 23       |
| Puu Hanski                    | 21       |
| CrossLam Kuhmo Ltd Oy         | 20       |

## Transports

### Liaisons routières
Aucune route nationale ne traverse la commune, très excentrée à l'est et de ce fait hors des grands axes.
La Seututie 912 mène de Kuhmo a Suomussalmi.
La Kantatie 89 part de la valtatie 22 a Mieslahti dans la commune de Paltamo et passe dans la partie nord de Kontiomäki jusqu'au poste-frontière de Vartius qui est dans la commune de Kuhmo.
La Kantatie 75 va de Siilinjärvi jusqu'à Kuhmo en passant par Nurmes.
La Kantatie 76 part de sa jonction avec la valtatie 6 à Sotkamo jusqu'au centre de Kuhmo.
La Seututie 524 va de Lieksa à Kuhmo.
La route du goudron se termine à Kuhmo.

### Distances avec les villes principales
Communes proches:
- Sotkamo : 62 km
- Nurmes : 80 km
- Hyrynsalmi : 97 km
- Kajaani : 102 km
- Paltamo : 105 km
- Suomussalmi : 125 km

Autres villes:
- Kuopio : 205 km
- Joensuu : 207 km
- Oulu : 250 km
- Kokkola : 347 km
- Jyväskylä : 350 km
- Rovaniemi : 387 km
- Lahti : 484 km
- Tampere : 497 km
- Helsinki : 584 km
- Turku : 656 km
- Hanko : 718 km
- Kilpisjärvi : 811 km
- Utsjoki : 833 km

## Lieux et monuments
- Village du Kalevala (fi)
- Centre culturel Juminkeko,
- Maison de la culture de Kuhmo (fi),
- Bibliothèque Atalante (fi)
- Église de Kuhmo
- Église de Lentiira (fi)
- Musée de la guerre d'hiver (fi)
- Musée de Tuupala (fi)
- Centre de la nature Petola (fi)

## Évènements
Kuhmo est connu pour son Festival de musique de chambre de Kuhmo (en) qui a lieu chaque année.
Le festival, créé en 1970 par le violoncelliste Seppo Kimanen (fi) et un groupe d'amis est présidé depuis 2005 par Vladimir Mendelssohn.

## Jumelages
| Ville | Ville        | Pays | Pays      |
| ----- | ------------ | ---- | --------- |
|       | Kostomoukcha |      | Russie    |
|       | Oroszlány    |      | Hongrie   |
|       | Robertsfors  |      | Suède     |
|       | Šaľa         |      | Slovaquie |

## Galerie

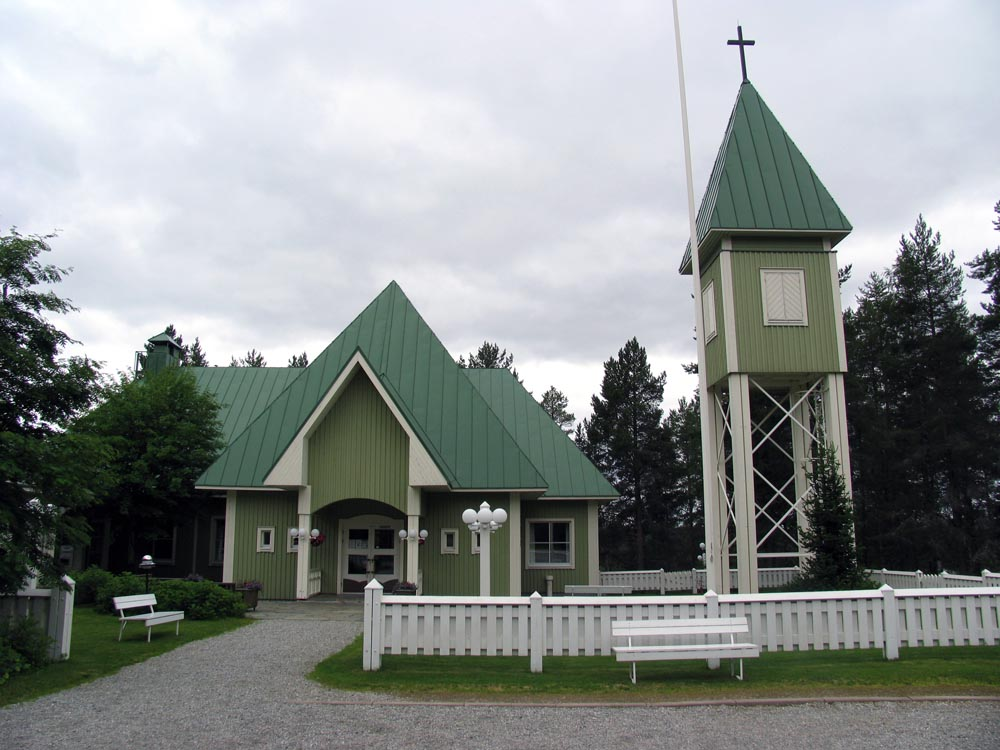
Église de Lentiira.
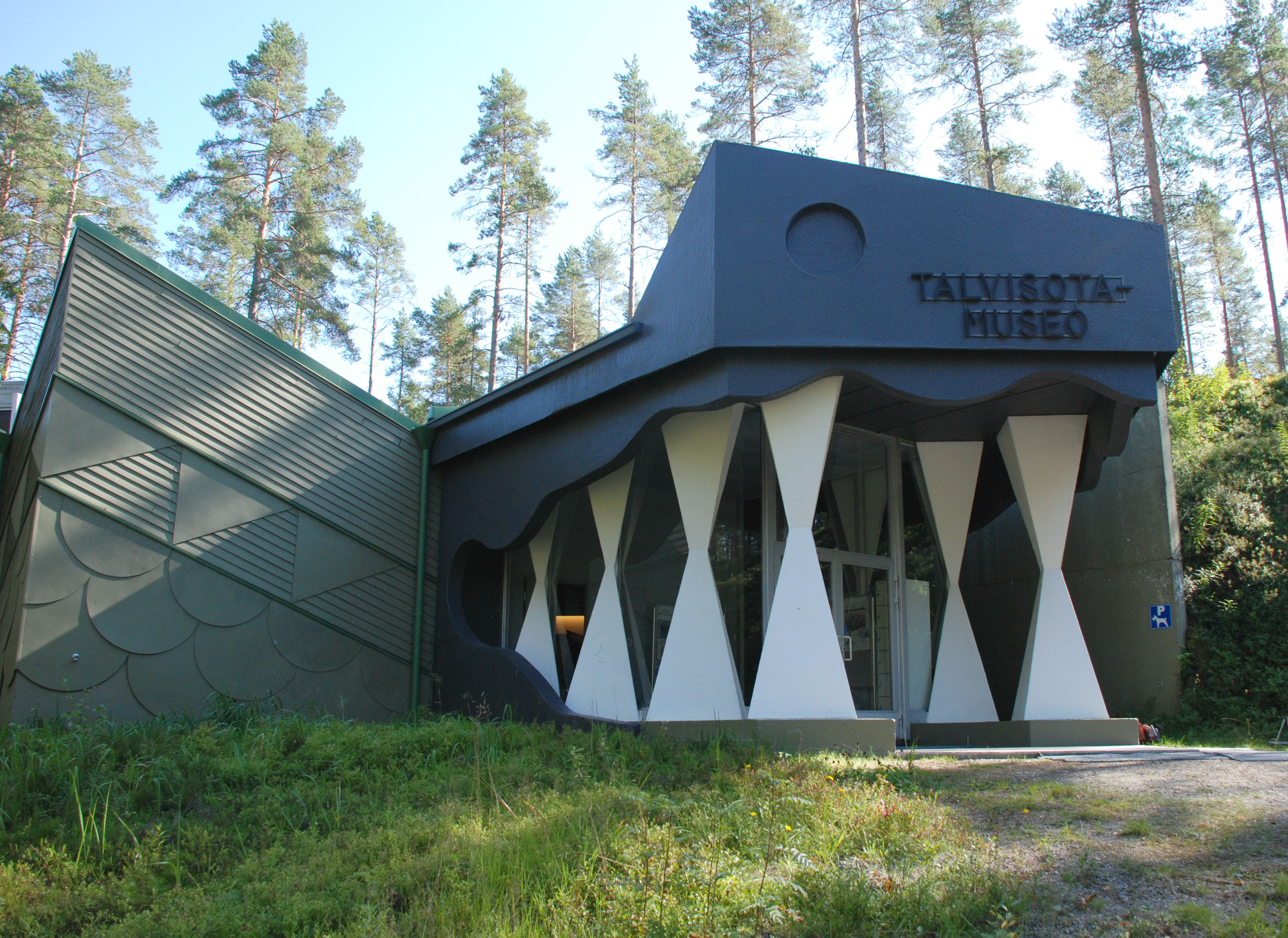
Musée de la guerre d'hiver.
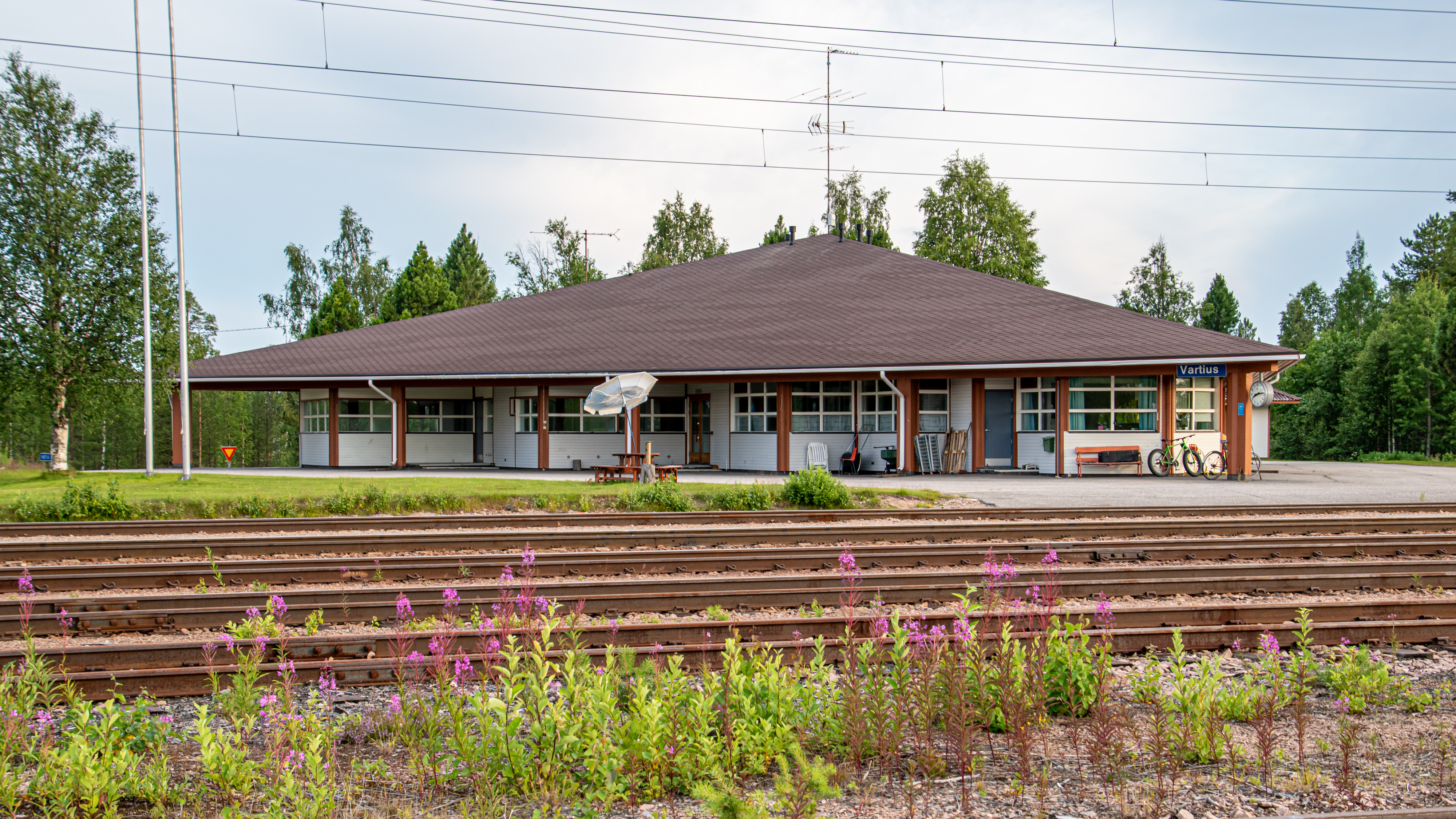
Gare de Vartius.

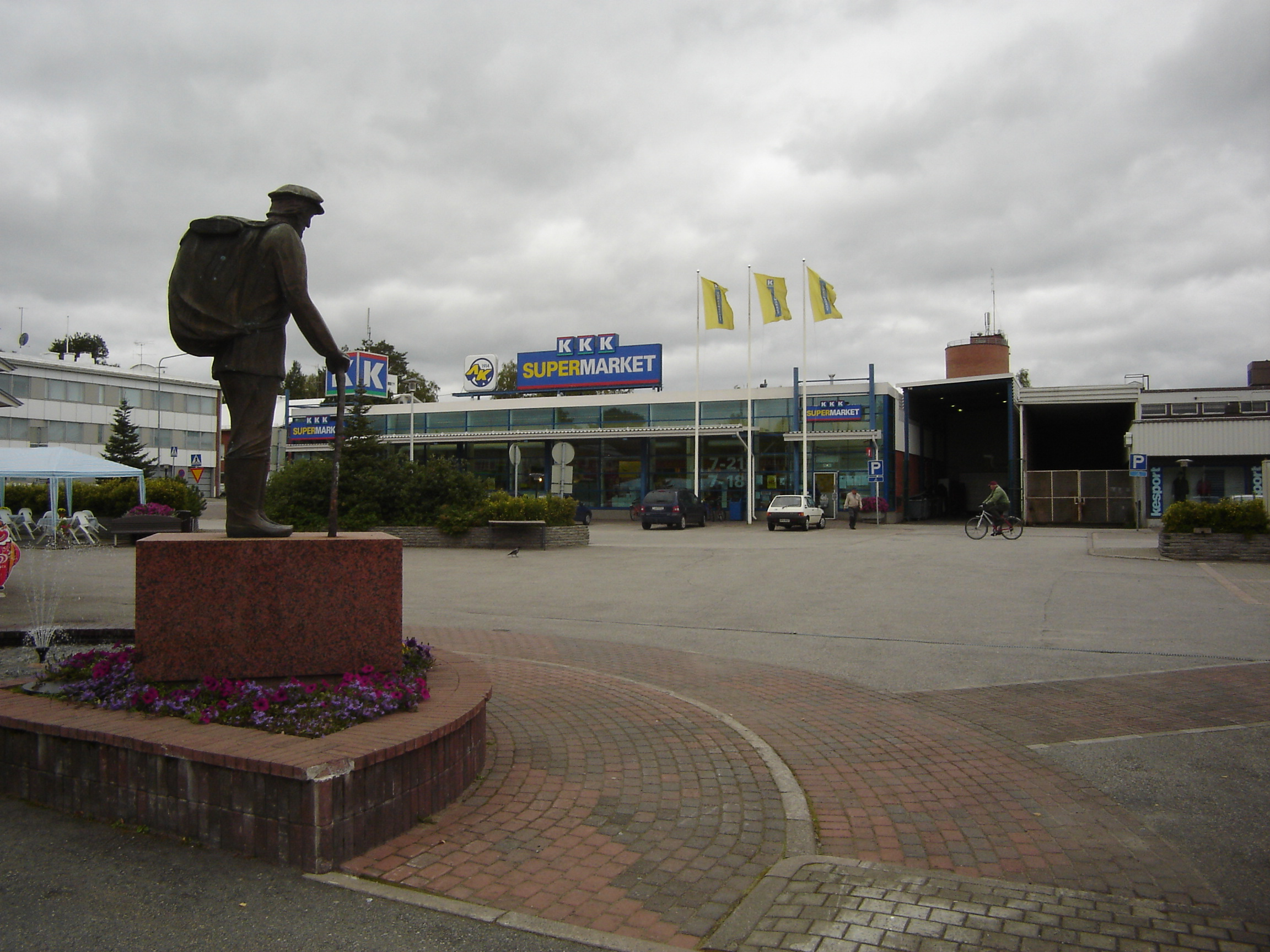
Place du marché de Kuhmo.
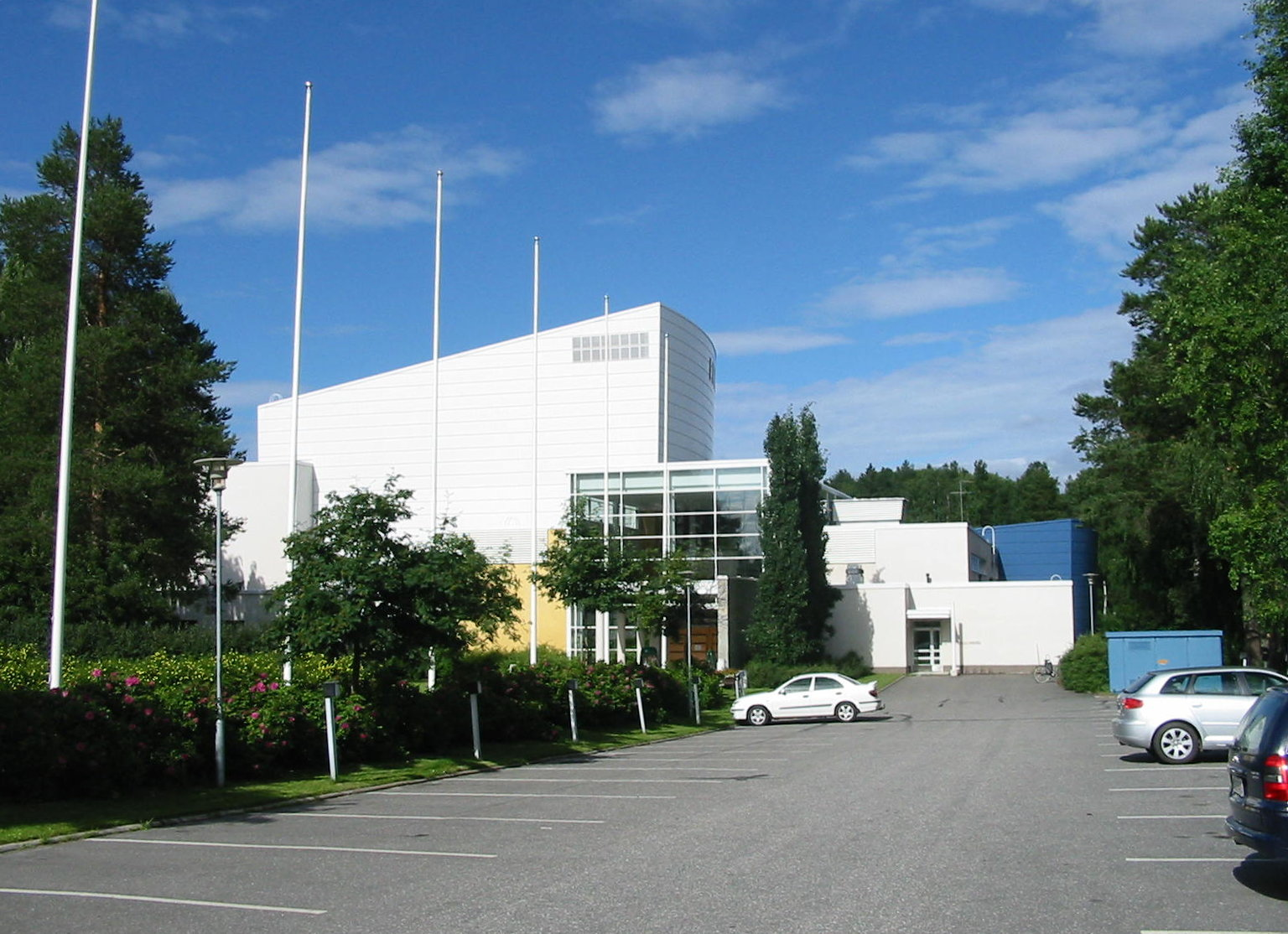
Le centre des arts conçu par Matti Heikkinen, 1993.
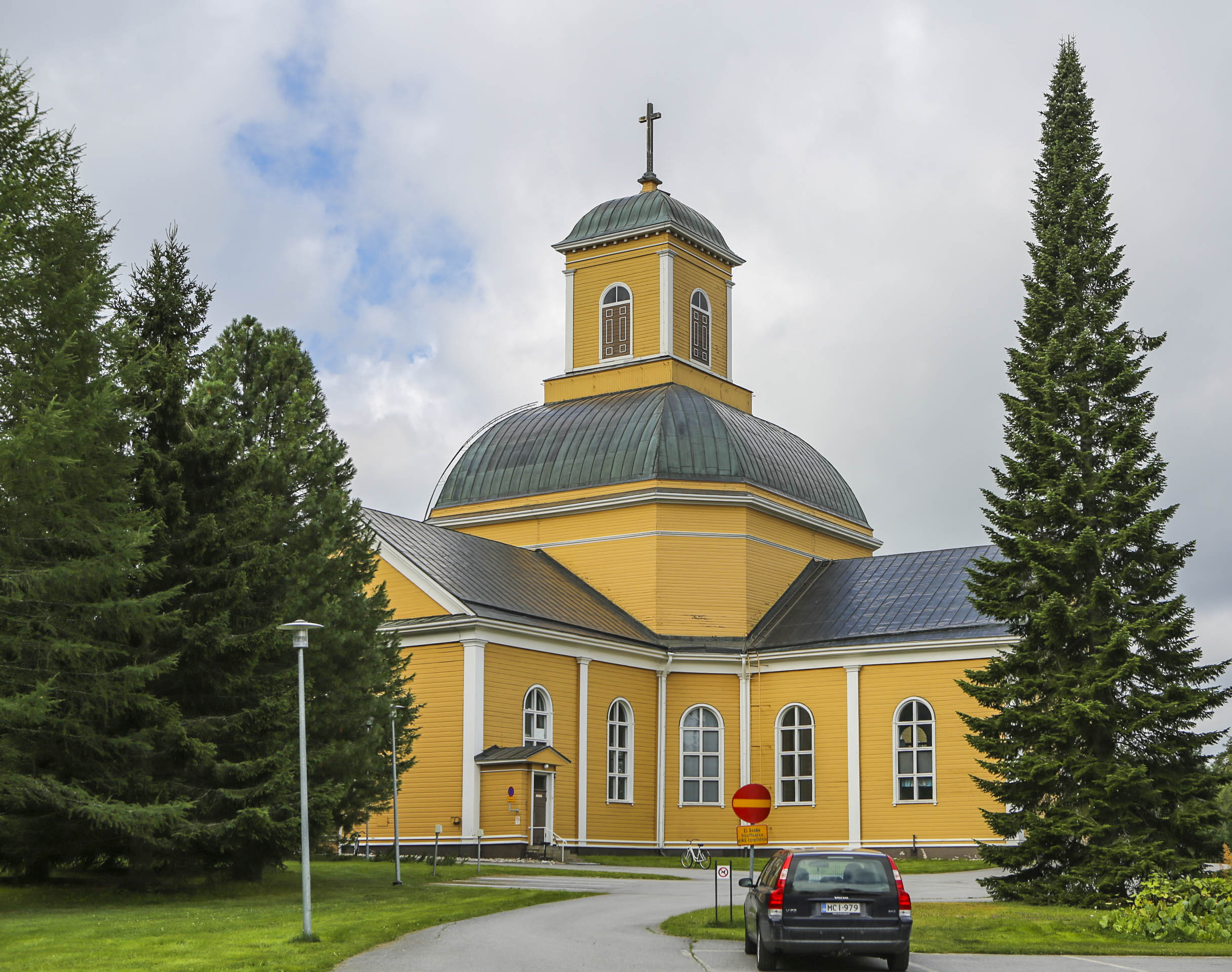
Église de Kuhmo.
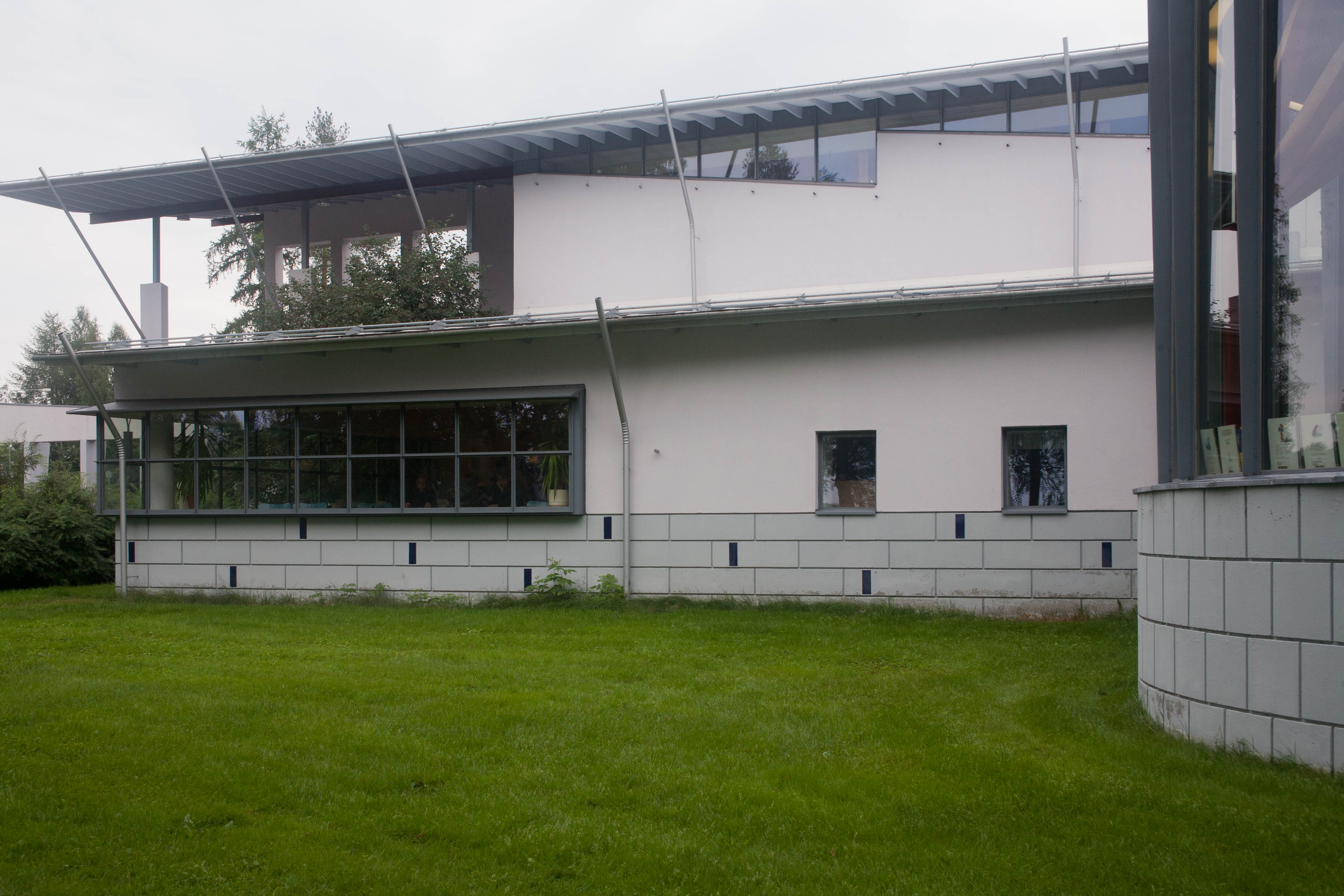
Bibliothèque de Kuhmo.